# Dialetto triestino
Il dialetto triestino (nome nativo dialeto triestin, /triesˈtin/) è un dialetto della lingua veneta, parlato nella città di Trieste e in buona parte dell'ex-provincia di Trieste, nonché dell'ex-provincia di Gorizia, dove si affianca allo sloveno e al friulano, oltre che alla lingua italiana. Si tratta di un tipico dialetto veneto coloniale, che inizialmente veniva parlato dai lavoratori veneti emigrati a Trieste durante il periodo della grande ristrutturazione della città e che prese gradatamente il posto dell'antico dialetto, il tergestino (per molto tempo ritenuto, a causa di un plagio, affine al friulano).

## Storia
Fino agli inizi dell'800 a Trieste si parlava il tergestino: un dialetto romanzo con il quale il triestino ha convissuto per secoli per poi soppiantarlo. Fin dall'Età moderna Trieste era linguisticamente circondata dall'arcaica enclave veneta dei dialetti bisiaco e gradese a nord-ovest, dalla fascia di dialetti sloveni del Carso, dal ladino muglisano e dall'istroveneto del Capodistriano a sud.
Lo sviluppo della nuova città ebbe come conseguenza l'immigrazione di persone venute dal bacino del Mediterraneo e dall'Impero Asburgico. Una parte consistente di popolazione immigrata proveniva dal Friuli, dal Veneto, dall'Istria e dalla Dalmazia. Fu in questo momento che si affermò il triestino e scomparve il tergestino. Le ipotesi degli studiosi su questo processo di sostituzione linguistica sono varie. Il "veneto comune" nella variante veneziana, nota in tutto l'Adriatico orientale e nel Mediterraneo orientale fino a Cipro, che Venezia utilizzava come lingua "franca", potrebbe essere stato scelto come koinè linguistica tra popoli di etnie diverse, oppure potrebbe essere stato il dialetto dominante degli immigrati.
Il dialetto triestino si differenziò in parte dai dialetti parlati nel territorio corrispondente all'attuale Veneto nei secoli successivi, assimilando - in modo simile all'istroveneto, al veneto fiumano e al veneto dalmata - vocaboli e forme dei popoli di quelle zone o in relazione con quelle zone, in modo particolare slavi e tedeschi. La vitalità del dialetto triestino emerge anche da alcune affermazioni dello scrittore Italo Svevo nel romanzo La coscienza di Zeno:
(capitolo 5)
(capitolo 8)
Anche James Joyce durante la sua permanenza a Trieste all'inizio del Novecento imparò a parlare e a scrivere il dialetto triestino. Di ciò sono testimonianza alcune delle sue lettere a Svevo. Attualmente il triestino si è limitatamente ridotto per diffusione, ed è conosciuto da quasi tutte le persone originarie della provincia o ivi residenti da lungo tempo. A questo proposito contribuisce forse la sua relativa somiglianza alla lingua italiana, che negli ultimi decenni si è andata progressivamente intensificando. Nella provincia di Trieste il triestino rimane, in ogni caso, il dialetto di relazione privilegiata, anche fra estranei di differente condizione sociale, e in città è tuttora molto vitale. Esiste un certo numero di opere teatrali, poetiche o letterarie scritte in triestino, molte delle quali sono opera di Virgilio Giotti e Carpinteri & Faraguna. Inoltre si deve ricordare Nereo Zeper, che ha tradotto La Divina Commedia di Dante Alighieri in triestino.

## Classificazione
Il triestino è uno dei dialetti coloniali della lingua veneta e presenta le proprie peculiarità.

## Distribuzione geografica
Il dialetto triestino è parlato nella città di Trieste e in tutta la sua provincia storica. Nei comuni del Carso di lingua slovena è usato come lingua veicolare assieme alla lingua slovena, come pure nelle zone confinarie della Slovenia. Il dialetto veneto usato a Gorizia presenta influenze del veneto dialetto bisiaco e non risulta essere derivato dal dialetto triestino che limita la sua influenza alla Bisiacheria (monfalconese). Lo stesso bisiaco non è rimasto immune dall'influenza del triestino, che lo ha sostituito nei centri urbani, e una penetrazione e contaminazione da parte del triestino si nota pure nell'attuale istroveneto, in particolare in quello parlato nell'area più prossima e connessa alla città.
Vanno infine segnalati i numerosi triestini emigrati all'estero nella seconda metà del '900, presso le cui comunità, in particolare per le generazioni più anziane, si registra un notevole grado di conservazione del dialetto nativo in ambito familiare (con l'interessante peculiarità che il dialetto da loro utilizzato si mantiene ancor oggi nella forma in cui era all'epoca della loro partenza, non avendo essi recepito e partecipato all'evoluzione e alle contaminazioni più recenti).

## Fonologia
Il triestino presenta cinque vocali fonologicamente distintive: [i], [e], [a], [o], [u]. A livello fonetico il grado di apertura delle vocali medie può variare, senza che ciò abbia valore fonologicamente distintivo.
Le consonanti consonanti fonologiche sono:
- le occlusive [b], [p], [d], [t], [g], [k]
- le fricative [z], [s], [v], [f]
- le affricate [t͡ʃ], [t͡s], [d͡z]
- le nasali [m], [n], [ɲ]
- la laterale [l]
- la vibrante [r]

A livello fonetico vanno aggiunti la nasale velare (che si ha per assimilazione davanti a consonante velare) e la laterale approssimante palatalizzata (che è un allofono della laterale alveolare).
Il triestino non ha consonanti geminate. La grafia “ss” non indica una consonante geminata ma la fricativa alveolare sorda in posizione intervocalica.

## Grammatica
La grammatica del triestino è accuratamente descritta in una serie di studi linguistici (vedi bibliografia). Le sue caratteristiche più importanti, in particolar modo in confronto ai dialetti euganei della lingua veneta, sono le seguenti:
- tendenza a sostituire il congiuntivo con il condizionale e viceversa. Per esempio sono considerate corrette sia la frase se fossi libero, ‘nderia sicuro (se fossi libero, ci andrei di sicuro), sia la frase se saria libero, ‘ndassi sicuro, come pure addirittura se saria libero, ‘nderia e se fossi libero, ‘ndassi.
- l'elisione della vocale finale per le parole che finiscono per "no", "ne", "lo", "le" e altre (solo maschili) e per l'infinito dei verbi, ad esempio:
vagòn (vagone)
pan (pane)
quel (quello)
gavèr (avere)
- la coniugazione del verbo essere, indicativo presente:
mi son
ti te son
lu el xe/ ela la xe
noi semo
voi se
lori i xe/ lore le xe
- la coniugazione del verbo essere, indicativo imperfetto:
mi jero
ti te jeri
lu el jera/ ela la jera
noi jerimo
voi jeri
lori i jera/ lore le jera
- la coniugazione del verbo avere, indicativo presente:
mi go
ti te ga
lu el ga/ ela la ga
noi gavemo
voi gavè
lori i ga/ lore le ga
- la coniugazione del verbo avere, indicativo imperfetto:
mi gavevo
ti te gavevi
lu el gaveva/ ela la gaveva
noi gavevimo
voi gavevi
lori i gaveva/ lore le gaveva

## Vocabolario
Il lessico del triestino è in maggior parte di origine latina. Tuttavia presenta influenze di altre lingue, soprattutto dello sloveno, del croato e del tedesco. Sono presenti anche parole derivate dal greco moderno a causa della presenza storica di una comunità greca nella città.
Nella tabella seguente si riportano alcuni esempi di parole triestine di varia origine. Viene segnato, ma a titolo solamente indicativo, anche l'accento tonico
| Dialetto                       | significato in italiano | origine |
| ------------------------------ | --- | --- |
| Armeròn                        | armadio | accrescitivo di 'armer' (v.) La parola è utilizzata anche nel dialetto veneziano. |
| Armèr                          | cassettone | dal latino ARMARIU(M), 'cassa dove si tengono le armi'. La parola è utilizzata anche nel dialetto veneziano. |
| Bagolar                        | andare in giro senza meta | |
| (Un) bic'                      | (Un) pochino | utilizzato solo nella locuzione un bic'. Dal ted. Bisschen 'un pochino' (letter. 'un piccolo morso'); meno probab. dall'inglese a bit. |
| Bìsnis (bìsniz)                | pateracchio, intrallazzo, anche in senso amoroso                                                                                   | plur. bisnìzi. Dall'inglese business, probabilmente risalente al periodo di occupazione alleata alla fine della seconda guerra mondiale |
| Bòri                           | soldi, denaro | Da un antico *"borro" 'oggetto rotondo'. |
| Brisiòla                       | braciola di maiale, cotoletta | dal latino *BRASIATA, cotta sulla brace. Utilizzato anche nel veneto standard. |
| Carèga                         | sedia | da *'catreda', metatesi del latino CATHEDRA. Utilizzato anche nel veneto standard. |
| Chèba                          | gabbia | dal latino CAVEA. Utilizzato anche nel veneto standard. |
| Chez                           | sciò | dar el chez = mandare via, far scappare. O dal tedesco dialettale gehe z(um Teufel), 'va al diavolo!' o dallo sloveno kec (pron. kez), interiezione per scacciare il gatto, che però potrebbe essere un prestito dal ted. hetzen 'aizzare, istigare'. Più fondata parrebbe la derivazione dal tedesco dialettale meridionale "gehtz!", letteralmente "andate!", ordine assai comune per lo scioglimento dei ranghi tra le truppe austro-ungariche. |
| Cìsto                          | privo di denaro, in miseria, scadente                                                                                              | dallo sloveno o croato čist, 'pulito' |
| Cocàl                          | gabbiano | probabilmente dal greco kaukalìas (uccello non identificato). La parola è comunemente utilizzata anche nel veneto standard. |
| Còfe                           | stupido, incosciente | dal tedesco Kopfweh, 'mal di testa, male alla testa'. Sembra che il termine risalga alla prima guerra mondiale e si riferisca ai soldati scartati alla visita di leva in quanto malati di mente |
| Flìche                         | soldini, monetine | dal ted. Flicken 'rattoppo, cencio', in quanto durante le guerre del Risorgimento l'Austria era solita sostituire le monete metalliche con buoni di carta che si riducevano ben presto a brandelli |
| Flòsca                         | schiaffo | dal tedesco viennese Flazka, 'manrovescio' |
| Clùca                          | maniglia | dal croato e sloveno kljuka, 'maniglia' |
| Mlecherza - Mlecarza           | lattaia | dallo sloveno "mlekarica", con lo stesso significato. Reliquia dei tempi in cui il latte veniva venduto in città da donne provenienti dal vicino contado massicciamente slovenofono. |
| Mùlza                          | sanguinaccio, grasso adiposo sui fianchi (maniglie dell'amore)                                                                     | dal dialetto sloveno del Carso mulca (pron. mùlza con la "z" sorda), 'sanguinaccio' |
| Papùza                         | ciabatta | tramite forse il franc. babouche, prestito dall'ar. bābūš, a sua volta tratto dal pers. pāpūš, 'ciò che copre (pūš) il piede (pā)'. La parola è presente anche nel dialetto veneziano (pronunciata con la s, anziché con la z). |
| Patòc                          | ruscello | dallo sloveno potok (patok nel dialetto del Carso), stesso significato |
| Petès                          | bevanda superalcolica (per lo più di cattiva qualità)                                                                              | da peto, 'flatulenza' |
| Piròn                          | forchetta | dal termine greco bizantino "pirouni" |
| Plafòn                         | soffitto | dal francese plafond, stesso significato |
| Puf                            | debito | voce gergale presente in vari dialetti italiani, oltre che in francese e tedesco. |
| Remitùr                        | caos, confusione | molte le proposte sull'origine del termine, che comunque resta oscura. |
| Ribòn                          | specie di pesce | dal lat. RUBRONE(M), pesce dal colore rossastro. |
| Safèr                          | autista, conducente (anche di mezzi pubblici)                                                                                      | dal francese chauffeur, possibilmente attraverso il tedesco. |
| Scàfa                          | acquaio | etimo incerto: dal gr. skáphē 'truogolo, vasca'. Per alcuni, invece, è voce di origine longobarda. La parola è presente anche nel dialetto veneziano. |
| Scurton                        | ritaglio finale (per lo più di corde, tessuti ecc. ma anche riferito alla parte finale di una bevanda alcolica o di una sigaretta) | dal verbo scurtar «accorciare» |
| Sìna                           | rotaia | dal tedesco Schiene, 'rotaia' |
| Spàrgher                       | cucina a legna | dal tedesco Sparherd, 'cucina economica'. |
| Slaif                          | freno | o dal ted. Schleifzeug 'martinicca', oppure, dal ted. schleifen 'tirare a forza indietro, arrotare' e, per estensione, 'frenare'. |
| Sluc                           | sorso, sorsata | dal tedesco Schluck, sorso |
| Smùzig                         | sporco, imbrattato | dal tedesco "schmutzig", con pronuncia prettamente austriaca e adattato alla fonetica del triestino. Ormai in procinto di scomparire, il termine sopravvive solo nella varietà di alcuni parlanti, soprattutto se provenienti dal circondario slovenofono. |
| Trapolèr                       | intrallazzatore, truffatore di bassa lega                                                                                          | dall'italiano trappola. La parola è presente anche nel veneto standard. |
| Tàulig - Tàulic                | abile al servizio militare | dal Tedesco "Tauglich", "abile al servizio militare. Era di uso corrente tra le file dell'esercito austro-ungarico per designare coloro ritenuti idonei al servizio. Termine ormai desueto, sopravvive solo nella memoria di alcuni anziani. |
| Tùmbaro - Tùmbano              | duro di comprendonio, ignorante | dall'alto tedesco medio tumb (ora dumm), 'sciocco'. La parola è presente anche nel dialetto veneziano. |
| Visavì                         | di fronte | dal francese vis-à-vis, possibilmente attraverso il tedesco. |
| Viz                            | spiritosaggine, gioco di parole | dal tedesco Witz, stesso significato |
| Zìma ("z" sonora, come in zoo) | freddo intenso, pungente | dallo sloveno zima, inverno, freddo (sost.) |

## Sistema di scrittura
Il triestino si scrive con l'alfabeto latino. La grafia del triestino non è stata standardizzata o fissata normativamente. Le recenti proposte di standardizzazione ortografica della lingua veneta non sono state recepite per il triestino, per il quale il modello ortografico di riferimento rimane quello dell'italiano. Da quest'ultimo, tuttavia, il triestino si discosta per alcuni aspetti:
- la lettera x viene usata per indicare la fricativa alveolare sonora, ma solo nelle terze e seste persone dell'indicativo presente del verbo essere el xe, la xe, i xe, le xe (egli è, lei è, essi sono, esse sono).
- Il digramma ss viene usato per indicare la fricativa alveolare sorda in posizione intervocalica, come nelle parole cossa (che cosa?) e rossa (rossa). Tale digramma non indica, come invece avviene in italiano, un suono doppio.
- Il nesso s'c indica la successione della fricativa alveolare sorda e della affricata palatoalveolare sorda, come nelle parole s'cioca (schiocco), s'cenza (scheggia), ras'ciar (raschiare).
- Benché oggi sempre più frequenti, non sono del dialetto schietto i digrammi gl (dell'ital. aglio) e sc (dell'ital. scemo).

## Padre Nostro in dialetto
Non esiste una versione ufficiale del Padre Nostro in dialetto triestino. Di seguito si riportano tre versioni in triestino di tale preghiera: le prime due sono quelle tradotte dall'italiano in triestino corrente. La terza è stata sentita e annotata durante la seconda guerra mondiale. Quest'ultima si discosta in più punti dalla versione liturgica cattolica in lingua italiana, come si può notare dalla traduzione italiana riportata di seguito.
```
Forme correnti
```

Pare nostro che te son int'ei zieli
che sia benedì el tu nome
che vegni el tu regno
sia fata la tu volontà
come in ziel cussì in tera
dane ogi el nostro pan de uni zorno
e rimetine i nostri puf'
come che noi ghe li rimetemo ai nostri debitori
e no sta indurne in tentazion
ma liberine de ogni mal.
Amen

Pare nostro che te sta in cel,
che sia benedeto el tu nome,
che vegni el tu regno,
che sia fata la tu volontà
come in cel cussì in tera;
dane ogi el nostro pan de ogni zorno
e condònine i nostri debiti
come che noi ghe li condonemo ai nostri debitori,
e no stà ciaparne in tentazion
ma lìberine del mal.
Amen
```
Forma annotata durante la Seconda Guerra Mondiale
```

Pare nostro che te sta in zel
che fussi benedido el tu nome
che venissi el tu podèr
che fussi fato el tu volèr
come in zel cussì qua zo.
Mandine sempre el toco de pan
e perdònine quel che gavemo falà
come noi ghe perdonemo a chi che ne ga intajà.
No sta mostrarne mai nissuna tentazion
e distrìghine de ogni bruto mal.
Amen
```
Traduzione italiana della forma annotata durante la Seconda Guerra Mondiale
```

Padre nostro che sei in cielo
sia benedetto il tuo nome
venga il tuo potere
sia fatto il tuo volere
come in cielo così quaggiù.
mandaci sempre il pezzo di pane
e perdonaci quello che abbiamo sbagliato
come noi perdoniamo chi ci ha imbrogliato.
Non mostrarci mai nessuna tentazione
e liberaci da ogni brutto male.
Amen
```
Forma liturgica cattolica in lingua italiana
```

Padre nostro, che sei nei cieli,
sia santificato il tuo nome,
venga il tuo regno,
sia fatta la tua volontà
come in cielo così in terra.
Dacci oggi il nostro pane quotidiano,
e rimetti a noi i nostri debiti
come noi li rimettiamo ai nostri debitori,
e non ci indurre in tentazione,
ma liberaci dal male.
Amen.

## Esempi
Dialogo tratto da: Carpinteri e Faraguna. Noi delle vecchie provincie. Trieste, La Cittadella, 1971.
Àle, àle, siora Nina, che el sol magna le ore!
No per vù, me par, sior Bortolo che sé qua sempre in gamba a contarne una roba e l'altra, tuto de tuti ... anca quel che se gavemo dismentigado...
Memoria, graziando Idio, no me ga mai mancado. Ma el mal xe che el sol magna le ore e le ore, pian pian, ne magna anca a nualtri!
Ma disème la sinzera verità: quanti ani gavé vù, sior Bortolo?
Indiferente. No conta i ani che se ga fato, conta quei che resta...
Traduzione italiana
Alé, alé, signora Nina, che il sole mangia le ore!
Non per Voi, mi pare, signor Bortolo che siete qui sempre in gamba a raccontarci una cosa e l'altra, tutto di tutti… anche quello che ci siamo dimenticati…
Di memoria, ringraziando Iddio, non me n'è mai mancata. Ma il male è che il sole mangia le ore e le ore, pian piano, mangiano anche noi!
Ma ditemi la sincera verità: quanti anni avete Voi, signor Bortolo?
Non importa. Non contano gli anni che si sono compiuti, contano quelli che restano…